# Rodrigo de la Guitarra
Rodrigo de la Guitarra, fue un lutenista e intérprete español, activo principalmente durante la primera mitad del siglo XV.

## Biografía
Rodrigo entró al servicio de la casa de Trastámara y fue compositor de la corte de Fernando de Antequera cuando fue coronado rey en 1412. A la muerte de Fernando en 1416, le sucedió su hijo Alfonso el Magnánimo y Rodrigo permaneció a su servicio bajo el título de ministril de cámara. Fue enviado a actuar ante el conde de Foix y ante las cortes de Navarra y Castilla, acompañado de Diego, un cantante que también servía a la realeza Trastámara.
Rodrigo acompañó Alfonso en la conquista de Nápoles en 1421; y el año siguiente mientras estaba lejos de casa, su mujer, Inés González, fue secuestrada en Valencia en medio de un robo. Los secuestradores fueron atrapados en Sevilla y castigados. A finales de 1423 volvió a la península y consta en Barcelona ; permanece en los registros del Archivo real de Barcelona hasta el 1427. Después desaparece del registro histórico hasta el 1458, en el que fue uno de los varios instrumentistas que actuó en público durante la fiesta de la Asunción de aquel año.

## Obra
No se ha podido atribuir definitivamente a Rodrigo ninguna obra que se conserve, aunque se ha sugerido que es el autor del Angelorum psalat, una balada del Códice Chantilly. Al manuscrito, la pieza aparece bajo el nombre de S Uciredor, o Rodrigous deletreado al revés, y Rodrigo de la Guitarra es el único músico conocido de aquella época con ese nombre.